# Boga (boisson)
Pour les articles homonymes, voir Boga.
Boga (arabe : بوڨا) est une boisson gazeuse tunisienne produite par la Société tunisienne de boissons gazeuses, filiale de la Société de fabrication des boissons de Tunisie.
Son nom est une simple contraction de « boisson gazeuse ». Quatre variétés différentes de Boga sont commercialisées.

## Versions
La Boga Lime, appelée localement Boga « bidha » ou blanche, est pratiquement incolore, au goût sucré et légèrement acidulé par l'effet du gaz ; son emballage est de couleur dominante verte. C'est une boisson dont le goût rappelle celui des boissons 7 Up ou Ramune. 
La Boga Light est une variété de la précédente mais sans sucre (avec édulcorant) et commercialisée dans un emballage étiqueté en bleu dominant.
La Boga Cidre est de couleur brune, longtemps commercialisée sous cette appellation trompeuse — bien qu'elle n'ait rien à voir avec du cidre — pour la différencier de la Boga blanche. D'une couleur similaire à celle du Coca-Cola, elle a en revanche un goût très particulier qui rappelle la banane, la racinette ou bien le Cola Kampane (boisson franco-antillaise) ; elle tire son goût particulier de l'extrait de caroube qu'elle contient. L'utilisation du mot « cidre » dans son intitulé s'explique par le fait que c'est une copie de la boisson Cidre Meddeb, du groupe Délice-Danone, qui existait en Tunisie longtemps avant son apparition.
La Boga Menthe, de couleur verte, associe le goût de la Boga blanche et du sirop de menthe.

## Conditionnement
La gamme est conditionnée en bouteilles de verre de 1 litre, 1 litre et demi et 30 cl ; en plastique de 1 litre, 1 litre et demi et 50 cl ; et en canettes de 33 cl.

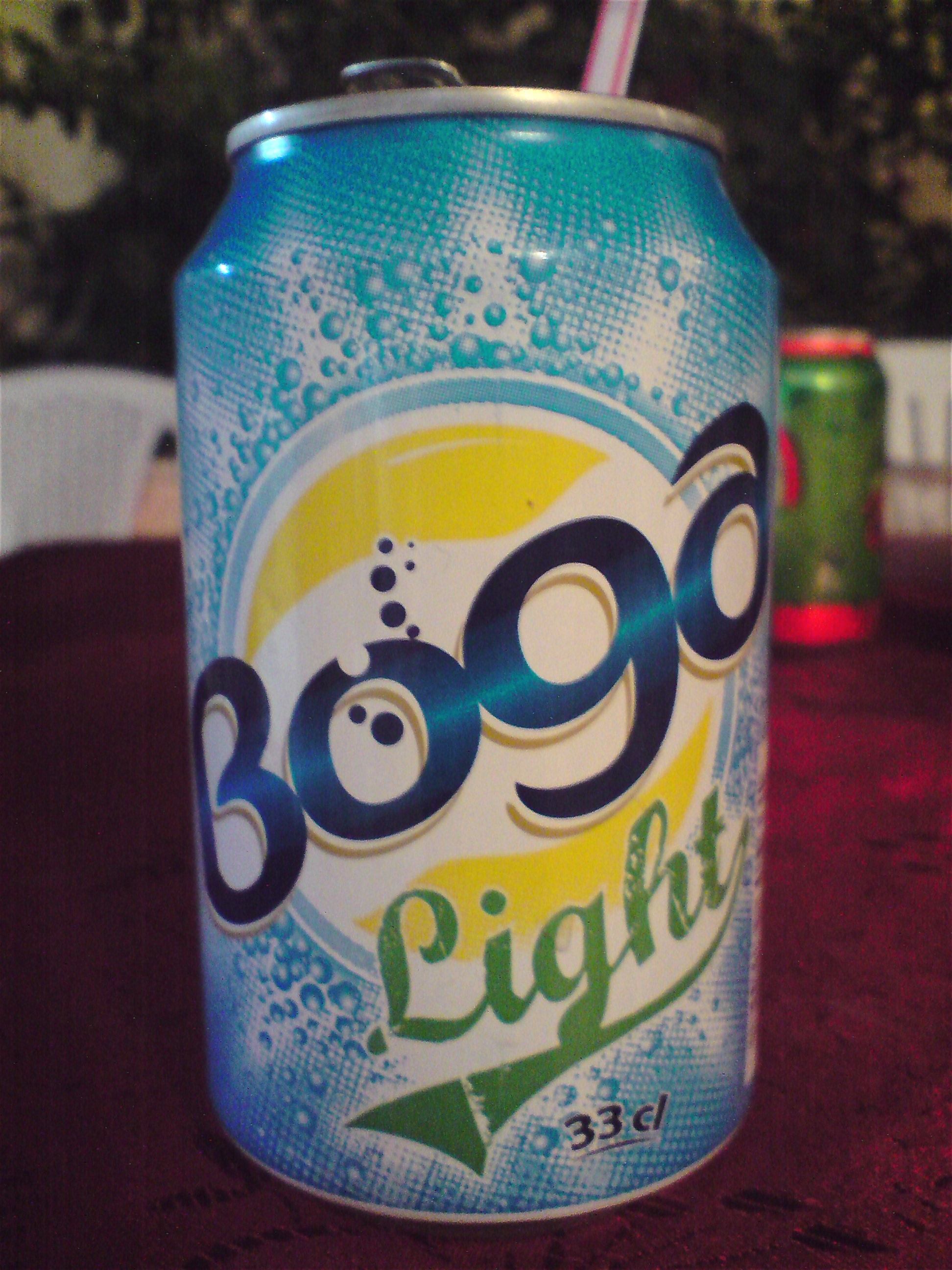
Canette de boisson gazeuse de la marque Boga Light
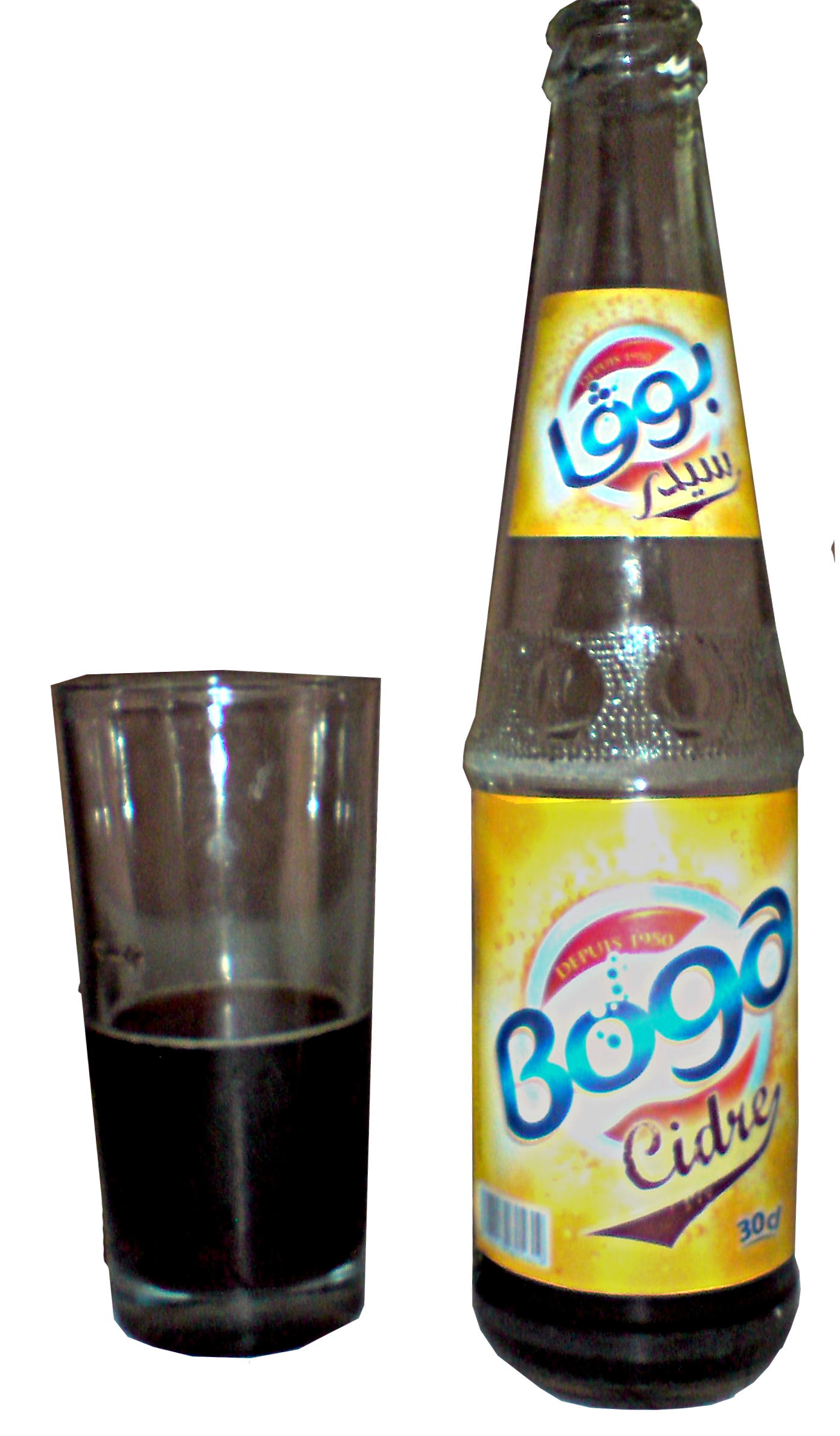
Bouteille de boisson gazeuse de la marque Boga Cidre
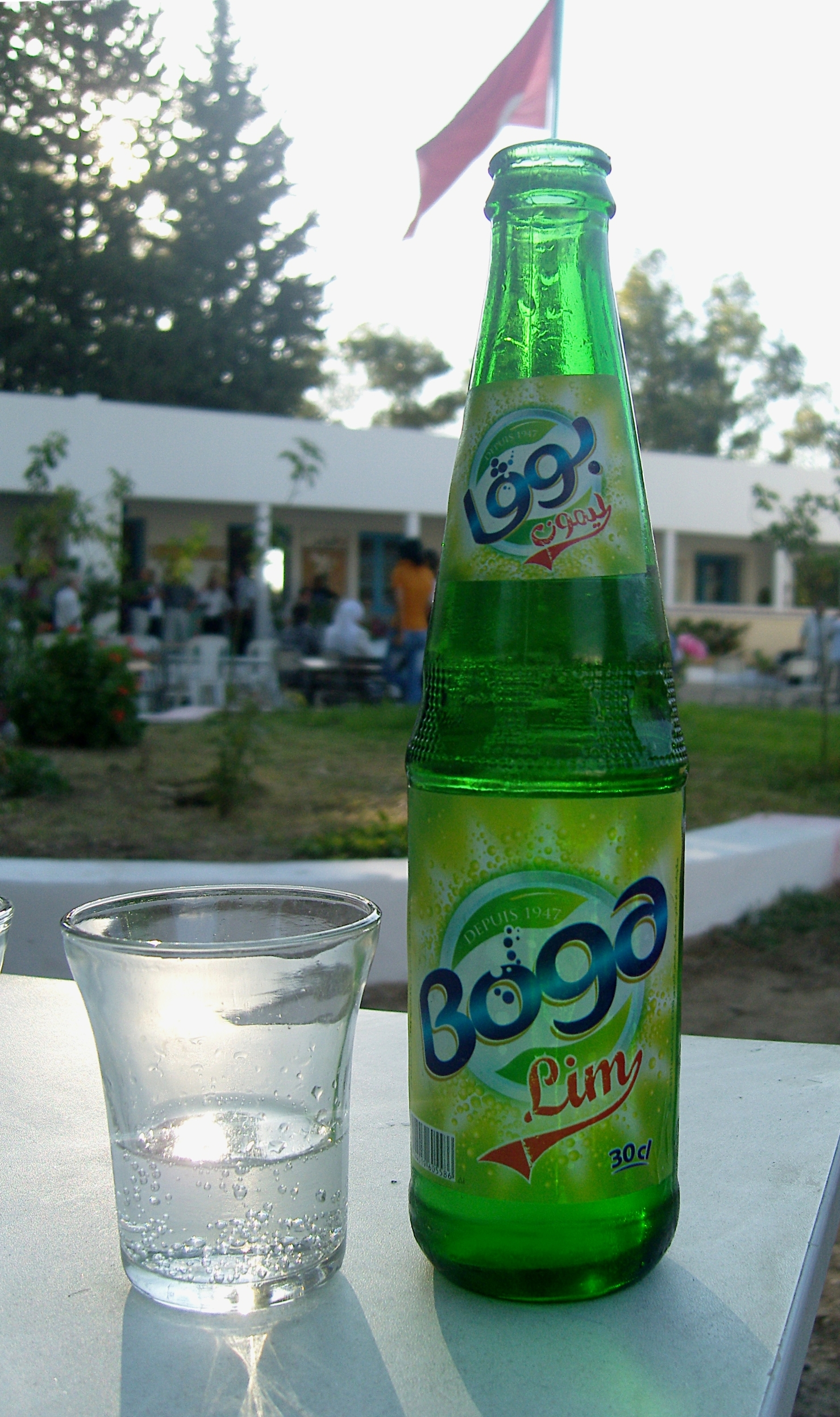
Bouteille de boisson gazeuse de la marque Boga Lime